# Isak Ahrling
Isak Ahrling, född 23 mars 1992 i Umeå är en svensk ishockeyspelare som spelar för Piteå HC.
Ahrling har IF Björklöven som moderklubb, men började sin juniorkarriär i Modo Hockey och gjorde sin Elitseriedebut för Modo den 7 december 2010 i en bortamatch mot HV71. Med sin första puckkontakt i Elitserien var han nära på att göra mål på ett skott från backplats, men pucken gick dock i stolpen bakom HV-målvakten Daniel Larsson.
Efter att ha blivit uppkallad åtta matcher i A-laget fick Modojuniorerna begränsat med speltid och han lånades då ut till Division 1-laget Örnsköldsvik Hockey innan han lämnade Modo för Växjö Lakers. I Växjö blev det enbart seriespel med klubbens J20-lag. Då division 1-laget Skövde IK hade backbrist lånade Växjö ut Ahrling under tre matcher, varefter Skövde sedan övertog kontraktet med Ahrling.
I januari samma säsong lämnade dock Ahrling Skövde. Den 30 januari 2012 meddelade IF Björklöven att Ahrling återvänder till Umeåklubben säsongen ut. Kontraktet förlängdes sedan med ytterligare en säsong.